# YUMING BRAND
『YUMING BRAND』（ユーミン・ブランド）は、荒井由実（ユーミン）初のベストアルバム。オリジナルは1976年6月20日に東芝EMIからリリースされた（LP：ETP-72184、CT：ZX-1582・ZT30-128）。
一時期、音源の原盤権の都合でアルファレコードより発売されたこともある。2000年4月26日にLPのブックレットを復刻し、バーニー・グランドマンによるデジタルリマスタリングで音質を大幅に向上したリマスタリングCD（TOCT-10715）をリリース。2005年3月10日より音楽配信された。

## 解説
- シングル『あの日にかえりたい』『翳りゆく部屋』のヒット後、ユーミンがオリジナル製作を控えていたため、これらヒット曲を収録するアルバムとして発売されたシングル・ベスト。
- アートワークが工夫されており、カラーセロファンを使うとジャケットや歌詞カードの版擦れした写真を立体的に見ることができる。LPにはジャケットのメガネに実際にセロファンが貼ってあり、ジャケットから切り取れるようになっていた。のちにCD化もされたが、CD化初期のブックレットは当時のLPジャケットをそのまま印刷しただけなので、もちろん立体的には見られない。
- CTの方が収録曲が多い。CDはLP収録曲と同じ。

## LP収録曲

### Side A（LP）
1. あの日にかえりたい
アルバム初収録。シングル『あの日にかえりたい』より。
2. 少しだけ片想い
アルバム『COBALT HOUR』より。
3. やさしさに包まれたなら（single version）
アルバム初収録。シングル『やさしさに包まれたなら』より。
4. 魔法の鏡（single version）
アルバム初収録。シングル『やさしさに包まれたなら』より。
5. ルージュの伝言
アルバム『COBALT HOUR』より。

### Side B（LP）
1. 12月の雨
アルバム『MISSLIM』より。
2. 瞳を閉じて
アルバム『MISSLIM』より。
3. きっと言える
アルバム『ひこうき雲』より。
4. ベルベット・イースター
アルバム『ひこうき雲』より。
5. 翳りゆく部屋（album mix）
アルバム初収録。シングル『翳りゆく部屋』より。album mixで収録。

作詞・作曲 : 荒井由実　編曲 : 松任谷正隆、荒井由実&キャラメルママ（B-3,B-4）

## CT収録曲

### Side A（CT）
1. 翳りゆく部屋（album mix）
2. 何もきかないで
アルバム『COBALT HOUR』より。
3. きっと言える
4. 12月の雨
5. 海を見ていた午後
アルバム『MISSLIM』より。
6. アフリカへ行きたい
アルバム『COBALT HOUR』より。
7. ベルベット・イースター
8. 瞳を閉じて

### Side B（CT）
1. あの日にかえりたい
2. 卒業写真
アルバム『COBALT HOUR』より。
3. 恋のスーパー・パラシューター
アルバム『ひこうき雲』より。
4. ルージュの伝言
5. やさしさに包まれたなら（single version）
6. CHINESE SOUP
アルバム『COBALT HOUR』より。
7. 魔法の鏡（single version）
8. 少しだけ片想い

作詞・作曲 : 荒井由実　編曲 : 松任谷正隆、荒井由実&キャラメルママ（A-3,A-7,B-3）

## 参加ミュージシャン
各オリジナルアルバムおよびシングルの記事を参照。